# Saint-Martin-de-Sanzay
Saint-Martin-de-Sanzay település Franciaországban, Deux-Sèvres megyében. Lakosainak száma 1037 fő (2022. január 1.). Saint-Martin-de-Sanzay Montreuil-Bellay, Antoigné, Le Puy-Notre-Dame, Brion-près-Thouet, Louzy, Sainte-Verge és Loretz-d’Argenton községekkel határos.

## Népesség
A település népessége az elmúlt években az alábbi módon változott:
| Lakosok száma | 1008 | 1059 | 1099 | 1085 | 1083 | 1090 | 1069 | 1053 | 1037 |
|               | 2013 | 2015 | 2016 | 2017 | 2018 | 2019 | 2020 | 2021 | 2022 |